# Hendrik Cornelis Dirk de Wit
Hendrik Cornelis Dirk (Henk) de Wit (24 de octubre de 1909 - 16 de marzo de 1999) fue un botánico neerlandés.
En 1980, ganó por oposición un profesorado en la "Wageningen Agricultural University" y la dirección del "Laboratorio de Taxonomía"; teniendo especialísimo interés en la flora africana. Fue promotor del estudio del género Cryptocoryne

## Biografía
Después de estudiar biología en la Universidad de Ámsterdam, parte a Sudáfrica, realizando su Ph.D. y se dirige a las 'Indias Nederlandesas' (hoy Indonesia) donde permanece durante la Segunda Guerra Mundial, siendo curador en el Jardín Botánico de Buitenzorg. Al ser repatriado, será docente en 1953 en la Leiden University y profesor en la Universidad Agraria de Wageningen, en 1959. Sus obligaciones científicas lo alejaron formalmente del estudio de Cryptocoryne pero lo continuó como un hobby. Y desde 1951, comienza a publicar muchos artículos de Cryptocoryne, hasta llegar a un libro de planta acuática en 1966; con una edición germana de 1971, y segundas ediciones en 1983 y en 1990. Fueron publicaciones bien estandarizadas y con una agradable mezcla de entusiasmo y severidad científica. Contó con un artista botánico como Ike Zewald.
Al retirarse en 1980, continuó trabajando, y llevó sus ideas sobre la Biología a tres volúmenes Ontwikkelingsgeschiedenis van de biologie, de 1982 y 1989; y una versión popular Wat is leven? Een cultuurgeschiedenis van de biologie, de 1993.

## Algunas publicaciones

### Libros deCryptocoryne
- Aquariumplanten. 1966. Ed. Hollandia Baarn
- Aquariumpflanzen. 1971. Ed Ulmer Stuttgart, ISBN 3-8001-6005-6
- Aquariumplanten 4e druk. 1983. Ed. Hollandia Baarn, ISBN 90-6045-172-4
- Aquariumpflanzen 2ª ed. 1990. Ed.Ulmer Stuttgart, ISBN 3-8001-7185-6

## Honores

### Eponimia
Especies
- (Araceae) Cryptocoryne dewitii N.Jacobsen[1]

- (Araceae) Lagenandra dewitii Crusio & A.de Graaf[2][3]

- (Flacourtiaceae) Homalium dewitii Kosterm.[4]

- (Fabaceae) Bauhinia dewitii K.Larsen & S.S.Larsen[5]

- (Fabaceae) Crudia dewitii Kosterm.[6]

- (Violaceae) Rinorea dewitii Achound.[7]

- (Begoniaceae) Begonia bonus-henricus J.J.de Wilde[8]

- La abreviatura «de Wit» se emplea para indicar a Hendrik Cornelis Dirk de Wit como autoridad en la descripción y clasificación científica de los vegetales.[9]